# Großpaschleben
Großpaschleben is een plaats en voormalige gemeente in de Duitse deelstaat Saksen-Anhalt, en maakt deel uit van de Landkreis Anhalt-Bitterfeld.
Großpaschleben telt 877 inwoners.